# Schattenhalb
Schattenhalb är en kommun i distriktet Interlaken-Oberhasli i kantonen Bern, Schweiz. Kommunen har 569 invånare (2023).
Den största orten i kommunen är byn Willigen.
I kommunen ligger Reichenbachfallen som är kända för att det är skådeplatsen för slutscenen i Sherlock Holmes-novellen "Det sista problemet", då Holmes och hans ärkefiende professor Moriarty här slåss på liv och död, och Sherlock Holmes i novellen antas ha störtat till döden i fallet.